# Wesley Johnson (Basketballspieler)
Wesley JaMarr Johnson (* 11. Juli 1987 in Corsicana, Texas) ist ein ehemaliger US-amerikanischer Basketballspieler.

## College
Nachdem Johnson zwei Jahre für die Iowa State University auf Korbjagd gegangen war, wechselte er nach seinem Sophomore-Jahr auf die Syracuse University. Laut NCAA-Regularien musste er durch den Wechsel sein Junior-Jahr aussetzen. Das vierte Jahr spielte er für das Basketballteam der Syracuse Orangemen. Nach einer erfolgreichen Saison, in der er zum Big East Player of the Year ausgezeichnet wurde, entschloss er sich, das College zu verlassen und fortan in der NBA zu spielen.

## NBA
Bei der NBA-Draft wurde Johnson an vierter Stelle von den Minnesota Timberwolves gedraftet. In seinem ersten Jahr erzielte Johnson 9,0 Punkte, 3.0 Rebounds sowie 1,9 Assists pro Spiel. Am Ende der Saison wurde er ins NBA All-Rookie Second Team berufen.
Im Sommer 2012 wurde er im Rahmen eines Tauschgeschäft zwischen den Wolves, New Orleans Hornets und Phoenix Suns, zu den Suns transferiert.
In der Offseason 2013 wurde er von den Los Angeles Lakers unter Vertrag genommen. Er spielt dort für ein Mindestgehalt von einer Million US-Dollar. Er startete in 62 von 79 Spielen für die Lakers und erzielte 9,1 Punkte und 4,4 Rebounds pro Spiel. Trotz dass die Playoffs verpasst wurden, verlängerte Johnson seinen Vertrag im Sommer um ein weiteres Jahr.
Im Sommer 2015 wechselte Johnson zum Stadtrivalen der Lakers, den Los Angeles Clippers.